# Циляньшань
Циляньша́нь (кит. упр. 祁连山, пиньинь Qílián shān) или Шулянаньшань, также хребе́т Рихтго́фена — горный хребет в Китае, северная ветвь горной системы Наньшань.
Циляньшань простирается с северо-запада на юго-восток на 500 км. Максимальная высота достигает 5934 м. Хребет асимметричен: северный склон имеет протяжённость 40 км и относительную высоту до 4500 м; длина южного склона составляет 12—15 км, относительная высота — до 2500 м. Гребень массивный, его средняя высота — около 5000 м; перевалы лежат на высоте 3500—4500 м. В гребневой зоне имеется около 770 ледников общей площадью 325 км².
Хребет прорезан сквозными долинами рек Шулэхэ и Хэйхэ. Сложен преимущественно сланцами, песчаниками и известняками. В западной части — пустыни и сухие степи, выше 4000 м — высокогорные пустыни. В более увлажнённой восточной части, подверженной отдалённому воздействию летнего муссона, — горные луга на лёссах; на северных склонах встречаются участки хвойного леса.
В 1860-1870-х годах эта горная система изучалась немецким географом Фердинандом Рихтгофеном. В 1894 году хребет был исследован русским геологом Владимиром Обручевым.